# أوطاخي
اوطيخا (Εὐτυχής)عاش (c. 380—c. 456) رئيس دير في القسطنطينية يضم أكثر من 300 راهب

## فكر اوطيخا
بدأ أوطيخا يدافع عن عقيدة الطبيعة الواحدة، بأن للمسيح طبيعة واحدة بعد التجسّد، بحيث يؤدي ذلك إلى تلاشي الإنسانية في الألوهية وإلى إفراغ حدث التجسّد من معناه والتي تعنى أن الناسوت قد ذاب في اللاهوت مثلما تذوب نقطة الخل في المحيط. أي أن الطبيعتين قد امتزجتا معاً في طبيعة واحدة. ومن هنا جاءت تسميته مونوفيزيتس لأن عبارة «مونى فيزيس» تعنى «طبيعة وحيدة» وليس «طبيعة واحدة» أي «ميا فيزيس».
آمن اوطيخا بوجود طبيعتين للمسيح قبل التجسد (ربما يكون قد شايع اوريجنس الإسكندري في نظرية الوجود الأزلي للأرواح)، غير انه لم يعترف سوى بطبيعة واحدة بعد التجسد معتقدا بأن اللاهوت قد امتص الناسوت الذي ذاب في اللاهوت كما تذوب نقطة عسل عندما تسقط في محيط من الماء.
عقد مجمع أفسس الثاني الجلسة الأولى في 8 آب/أغسطس عام 449م، وحضره 150 أسقف برئاسة البابا ديسقوروس وبحضور الأسقف يوليوس ممثل بابا روما، وجيوفينال أسقف أورشليم، ودمنوس أسقف أنطاكيا وفلافيان بطريرك القسطنطينية.
وبعد استعراض وقائع مجمع أفسس الأول 431م، ومجمع القسطنطينية المكانى 448م، وقراءة اعتراف مكتوب لأوطيخا بالإيمان الأرثوذكسى قدّمه إلى المجمع مخادعاً. وبعد الاستماع إلى آراء الحاضرين؛ حكم المجمع بإدانة وعزل فلافيان بطريرك القسطنطينية ويوسابيوس أسقف دوروليم وبتبرئة أوطيخا وإعادته إلى رتبته الكهنوتية.
كما حكم المجمع بحرم وعزل كل من هيباس أسقف الرها وثيئودوريت أسقف قورش وآخرين.

## إدانة فكر اوطيخا
أدان مجمع خلقيدونية سـنة 451م أوطيخا.
البحث الدقيق يبرهن أن البابا ديسقوروس لم يكن أوطاخياً، ولهذا لم يحكم عليه مجمع خلقيدونية لأسباب عقائدية، كما ذكر أناتوليوس بطريرك القسطنطينية رئيس المجمع في جلسة 22 أكتوبر عام 451م. كما أن البطريرك فلافيان والأسقف يوسابيوس لم يكونا نسطوريين.
بعد وفاة البابا ديسقوروس انتخب في 16 آذار/مارس 457م في الإسكندرية البابا تيموثاوس الثانى (الشهير بأوريلُّوس) خليفة وتمكن في عهد الإمبراطور «باسيليسكوس» من عقد مجمع عام آخر في أفسس سنة 475م (يلقبه البعض مجمع أفسس الثالث) حضره 500 أسقف. هذا المجمع حرم تعاليم أوطيخا وتعاليم نسطور ورفض مجمع خلقيدونية. وقد وقّع على قرار هذا المجمع 700 أسقف شرقى.

## أتباع فكر اوطيخا
لم تتبع أي طائفة مسيحية أفكار اوطيخا، إلا أن مصطلح الاوطيخية (أتباع فكر اوطيخا) يستخدم في السجال الظائفي المسيحي للنيل من الطوائف اللاخلقيدونية (السريان، الأقباط، الأرمن، الأحباش).